# Rico Rodriguez (musiker)
Emmanuel "Rico" Rodriguez, född 17 oktober 1934 i Havanna på Kuba död 4 september 2015 i London, var en jamaicansk reggaemusiker och trombonist. 
Rodriguez föddes på Kuba men flyttade tidigt med sin familj till Jamaica, där han växte upp i Kingston. Mellan 1940 och 1952 gick Rico på legendariska Alpha Boys Cottage School där han egentligen ville lära sig spela saxofon. Han blev dock övertalad att traktera trombonen och blev därmed elev till den två år äldre Don Drummond. 1954 till 1957 gick Rico i Stoney Hill Music School och var medlem i Clue J. And His Blues Blasters som spelade in Theo Beckfords Easy Snappin' för C.S Dodd. I slutet av 1950-talet levde Rico med Count Ossie och andra rastas på Wareika Hills.
I slutet av 1961 flyttade Rico till England och blev i London en huvudperson i musikindustrin för jamaicansk musik. Rico lade till exempel trombon på Dandy Livingstones klassiker A Message to you Rudy. När sedan 2-Tonevågen drog igång i England i slutet av 1970-talet var Rico delaktig. Han spelade bland annat trombon på The Specials version på just "A Message to you Rudy" likväl som på andra låtar och gav även ut egna album på 2-Toneetiketten. 
Under 1980- och 1990-talet flyttade Rico mellan Jamaica, England och Schweiz och spelade in skivor samt gjorde liveframträdanden.

## Diskografi
- Rico Rodriguez diskografi på engelsk Wikipedia